# بئر العهن
بئر العهن، إحدى آبار المدينة المنورة , ويقرأ بكسر العين وسكون الهاء، وفي اللغة يأتي بمعنى الصوف الملون، وكانت تعرف ببئر العسرة فسماها الرسول اليسيرة، وتقع الآن بامتداد شارع قربان بعد الإشارة المرورية والمتجه لسد بطحان، وقبل الوصول إلى بستان سوالة إلى اليسار.

## الموقع
يقع بئر العهن في العالية عند منازل بني أمية من الأنصار، وتقع العالية في أعلى المدينة المنورة حيث يأتي وادي بطحان.

## بئر العهن والتاريخ
تعتبر اليوم لآل شدقم من بني حسين أشراف المدينة المنورة، فيها حديقة غناء، وقد أُختلف في السابعة من الآبار، فقيل: هي العهن وهو المشهور عند أهل المدينة، وقيل: بئر السقيا، ولا يُعرف جهتها فضلاًعن عينها، وعن عائشة رضي الله عنها أن النبي صلى الله عليه وسلم -قال في مرضه: "صبوا علي من سبع قرب من آبار شتى"، وكان أصحاب النبي صلى الله أيام غزوة الخندق يخرجون معه، ويخافون البيات؛ فيدخلون كهف بني حرام، وهو غربي جبل سلع اتجاه الحديقة النقيبية؛ فبات النبي صلى الله عليه وسلم حتى أصبح هبط، ونقر العيينة التي عند الكهف، وتوضأ منها.، ويقول السمهودي بأن أرض البئر حجرية صلبة، كانت من الحرة السوداء، وصار عليها طبقة ترابية، أُزدرع عليها.

## وصلات خارجية
- بئر العهن ( اليسرة ) أحد الآبار النبوية بالمدينة المنورة.